# Knivskjellodden
Knivskjellodden v občini Nordkapp na Norveškem je z geografsko lego  71°11′8″N, 25°40′54″E najsevernejša točka otoka Magerøya in ga imajo zato za najsevernejšo točko Evropskega kontinenta. Najsevernejša točka na kopnem je Kinnarodden na polotoku Nordkinn.
Čeprav je kot najsevernejša točka celinske Evrope znan Nordkap, leži Knivskjelloden še približno 1500 metrov severneje.